# Tini Wagner
Catharina Wilhelmina Wagner, detta Tini (Amsterdam, 17 dicembre 1917 – Soest, 2 giugno 2004), è stata una nuotatrice olandese.
Specializzata nello stile libero ha vinto la medaglia d'oro alle olimpiadi di Berlino 1936 nella staffetta 4x100 m sl

## Palmarès
- Olimpiadi
  - Berlino 1936: oro nella staffetta 4x100 m sl.